# Karelsk barkfluga
Karelsk barkfluga (Xylomya czekanovskii) är en tvåvingeart som först beskrevs av Pleske 1925.  Karelsk barkfluga ingår i släktet Xylomya och familjen lövträdsflugor. Enligt den finländska rödlistan är arten sårbar i Finland. Enligt den svenska rödlistan är arten starkt hotad i Sverige. Arten förekommer i Övre Norrland. Artens livsmiljö är friska och lundartade naturmoar. Inga underarter finns listade i Catalogue of Life.